# Bulgărica, Leova
Bulgărica este un sat din cadrul comunei Sărata Nouă din raionul Leova, Republica Moldova. Localitatea a fost înființată în anul 2013.